# Nablonium
Nablonium là một chi thực vật có hoa trong họ Cúc (Asteraceae).

## Loài
Chi Nablonium gồm các loài: